# 남동부 지방 (북마케도니아)

남동부 지방의 위치

남동부 지방(마케도니아어: Југоисточен регион)은 북마케도니아를 구성하는 8개의 통계 지방 가운데 하나로 면적은 2,741km2, 인구는 173,572명(2014년 기준), 인구 밀도는 63명/km2이다. 북마케도니아 남동부에 위치한다.
동쪽으로는 불가리아, 남쪽으로는 그리스와 국경을 접하며 서쪽으로는 바르다르 지방, 북쪽으로는 동부 지방과 접한다. 10개 지방 자치체(보그단치시, 보실로보시, 도이란시, 게브겔리야시, 콘체시, 노보셀로시, 라도비시시, 스트루미차시, 발란도보시, 바실레보시)가 이 지방에 속한다.